# Rebekka (film)
 For alternative betydninger, se Rebekka. (Se også artikler, som begynder med Rebekka)
Rebekka er en amerikansk stumfilm fra 1917 af Marshall Neilan.

## Medvirkende
- Mary Pickford som Rebecca Randall
- Eugene O'Brien som Adam Ladd
- Helen Jerome Eddy som Hannah Randall
- Charles Ogle som Mr. Cobb
- Marjorie Daw som Emma Jane Perkins